# Sedum microstachyum
Sedum microstachyum är en fetbladsväxtart som först beskrevs av Ky., och fick sitt nu gällande namn av Pierre Edmond Boissier. Sedum microstachyum ingår i Fetknoppssläktet som ingår i familjen fetbladsväxter. Inga underarter finns listade i Catalogue of Life.